# پارسوو
پارسوو (به لهستانی:  Parysów) یک روستا در لهستان است که در گمینا پارسوو واقع شده‌است. پارسوو ۱٬۱۰۰ نفر جمعیت دارد.